# Lençóis Maranhenses (microregio)
Lençóis Maranhenses is een van de 21 microregio's van de Braziliaanse deelstaat Maranhão. Zij ligt in de mesoregio Norte Maranhense en grenst aan de Atlantische Oceaan in het noorden, de mesoregio Leste Maranhense in het oosten en zuiden en de microregio Rosário in het westen. De microregio heeft een oppervlakte van ca. 10.680 km². Midden 2004 werd het inwoneraantal geschat op 143.549.
Zes gemeenten behoren tot deze microregio:
- Barreirinhas
- Humberto de Campos
- Paulino Neves
- Primeira Cruz
- Santo Amaro do Maranhão
- Tutóia

Het Nationaal park Lençóis Maranhenses ligt in deze microregio (in de gemeenten Barreirinhas, Humberto de Campos en Primeira Cruz).
Mesoregio's: Centro Maranhense · Leste Maranhense · Norte Maranhense · Oeste Maranhense · Sul Maranhense

Microregio's: Aglomeração Urbana de São Luís · Alto Mearim e Grajaú · Baixada Maranhense · Baixo Parnaíba Maranhense · Caxias · Chapadas das Mangabeiras · Chapadas do Alto Itapecuru · Chapadinha · Codó · Coelho Neto · Gerais de Balsas · Gurupi · Imperatriz · Itapecuru Mirim · Lençóis Maranhenses · Litoral Ocidental Maranhense · Médio Mearim · Pindaré · Porto Franco · Presidente Dutra · Rosário